# Liste der Außenminister Portugals
Die Liste der Außenminister Portugals listet die Außenminister der Regierungen Portugals auf. Der Außenminister Portugals steht dem portugiesischen Außenministerium vor.
Die Liste beginnt 1830, mit der festen Einrichtung des Amtes in der ersten Konstitutionellen Monarchie des Landes, auch wenn bereits vorher Außenminister im Amt waren oder vergleichbare Ämter bestanden.

## 1830 bis 1910
| Name                                                                  | Bild                            | Amtszeit                                | Regierung | Anmerkung                                                                           |
| Flagge des Königreichs Portugal                                       | Flagge des Königreichs Portugal | Flagge des Königreichs Portugal         | Flagge des Königreichs Portugal | Flagge des Königreichs Portugal                                                     |
| --------------------------------------------------------------------- | ------------------------------- | --------------------------------------- | --- | ----------------------------------------------------------------------------------- |
| Luís da Silva Mouzinho de Albuquerque                                 |                                 | 15. März 1830 – 14. Januar 1831         | König Michael I. |                                                                                     |
| António José de Melo Breyner Teles da Silva (Conde de Ficalho)        |                                 | 14. Januar 1831 – 2. Juli 1831          | König Michael I. | Übergangs-Vertretung                                                                |
| José António Ferreira Brak-Lamy                                       |                                 | 2. Juli 1831 – 10. Oktober 1831         | König Michael I. |                                                                                     |
| Joaquim de Sousa Quevedo Pizarro                                      |                                 | 10. Oktober 1831 – 3. März 1832         | König Michael I. |                                                                                     |
| Pedro de Sousa Holstein (Marquês de Palmela)                          |                                 | 3. März 1832 – 29. Juli 1832            | König Michael I. |                                                                                     |
| Agostinho José Freire                                                 |                                 | 29. Juli 1832 – 25. September 1832      | König Michael I. | Übergangs-Vertretung                                                                |
| Pedro de Sousa Holstein (Marquês de Palmela)                          |                                 | 25. September 1832 – 18. November 1832  | König Michael I. | Fortsetzung erste Amtszeit                                                          |
| Agostinho José Freire                                                 |                                 | 18. November 1832 – 12. Januar 1833     | König Michael I. | zweite Übergangs-Vertretung                                                         |
| Nuno José Severo de Mendoça Rolim de Moura Barreto                    |                                 | 12. Januar 1833 – 26. Juli 1833         | König Michael I. |                                                                                     |
| Cândido José Xavier Dias da Silva                                     |                                 | 26. Juli 1833 – 15. Oktober 1833        | König Michael I. | Übergangs-Vertretung                                                                |
| Agostinho José Freire                                                 |                                 | 15. Oktober 1833 – 23. September 1834   | König Michael I. | dritte Übergangs-Vertretung                                                         |
| José Luís de Sousa Botelho Mourão e Vasconcelos (Conde de Vila Real)  |                                 | 24. September 1834 – 16. Februar 1835   | 1. Kabinett (Pedro de Sousa Holstein)                                                                                               | erster Außenminister nach dem Miguelistenkrieg und der neuen Verfassung             |
| Pedro de Sousa Holstein (Duque de Palmela)                            |                                 | 16. Februar 1835 – 28. April 1835       | 1. Kabinett (Pedro de Sousa Holstein)                                                                                               | zweite Amtszeit                                                                     |
| José Luís de Sousa Botelho Mourão e Vasconcelos (Conde de Vila Real)  |                                 | 28. April 1835 – 27. Mai 1835           | 1. Kabinett (Pedro de Sousa Holstein)                                                                                               | zweite Amtszeit                                                                     |
| Pedro de Sousa Holstein (Duque de Palmela)                            |                                 | 27. Mai 1835 – 18. November 1835        | 2. / 3. Kabinett (beide João Carlos de Saldanha Oliveira e Daun)                                                                    | dritte Amtszeit                                                                     |
| Nuno José Severo de Mendoça Rolim de Moura Barreto (Marquês de Loulé) |                                 | 18. November 1835 – 20. April 1836      | 4. Kabinett (José Jorge Loureiro, ab 19. April 1836 António José de Sousa Manuel de Meneses)                                        | zweite Amtszeit                                                                     |
| José Luís de Sousa Botelho Mourão e Vasconcelos (Conde de Vila Real)  |                                 | 20. April 1836 – 10. September 1836     | 5. Kabinett (António José de Sousa Manuel de Meneses)                                                                               | dritte Amtszeit                                                                     |
| Bernardo de Sá Nogueira de Figueiredo (Visconde de Sá da Bandeira)    |                                 | 10. September 1836 – 4. November 1836   | 6. Kabinett (José da Gama Carneiro e Sousa)                                                                                         | Übergangs-Vertretung                                                                |
| José Bernardino de Portugal e Castro (Marquês de Valença)             |                                 | 4. November 1836 – 5. November 1836     | Gabinete dos Mortos (zweitägiges Cartisten-Kabinett unter José Bernardino de Portugal e Castro)                                     | nicht vereidigt                                                                     |
| Bernardo de Sá Nogueira de Figueiredo (Visconde de Sá da Bandeira)    |                                 | 5. November 1836 – 1. Juni 1837         | 7. Kabinett (Sá da Bandeira) | Fortführung Übergangs-Vertretung                                                    |
| Manuel de Castro Pereira de Mesquita Pimentel Cardoso e Sousa         |                                 | 1. Juni 1837 – 9. November 1837         | 8. / 9. Kabinett (António Dias de Oliveira / Sá da Bandeira)                                                                        |                                                                                     |
| Bernardo de Sá Nogueira de Figueiredo (Visconde de Sá da Bandeira)    |                                 | 9. November 1837 – 18. April 1839       | 9. Kabinett (Sá da Bandeira) | zweite Amtszeit                                                                     |
| Rodrigo Pinto Pizarro Pimentel de Almeida Carvalhais                  |                                 | 18. April 1839 – 26. November 1839      | 10. Kabinett (Rodrigo Pinto Pizarro)                                                                                                | Übergangs-Vertretung                                                                |
| Luís António de Abreu e Lima                                          |                                 | 26. November 1839 –                     | 11. Kabinett (José Travassos Valdez)                                                                                                | nicht vereidigt                                                                     |
| José Lúcio Travassos Valdez (Conde do Bonfim)                         |                                 | 26. November 1839 – 28. Dezember 1839   | 11. Kabinett (José Travassos Valdez)                                                                                                | Übergangs-Vertretung                                                                |
| José Luís de Sousa Botelho Mourão e Vasconcelos (Conde de Vila Real)  |                                 | 28. Dezember – 23. Juni 1840            | 11. Kabinett (José Travassos Valdez)                                                                                                | vierte Amtszeit                                                                     |
| Rodrigo da Fonseca Magalhães                                          |                                 | 23. Juni 1840 – 12. März 1841           | 11. Kabinett (José Travassos Valdez)                                                                                                | Übergangs-Vertretung                                                                |
| Cristóvão Pedro de Morais Sarmento                                    |                                 | 12. März 1841 – 21. April 1841          | 11. Kabinett (José Travassos Valdez)                                                                                                | nicht vereidigt                                                                     |
| Rodrigo da Fonseca Magalhães                                          |                                 | 12. März 1841 – 7. Februar 1842         | 11. / 12. Kabinett (José Travassos Valdez / Joaquim António de Aguiar)                                                              | Fortsetzung Übergangs-Vertretung bis 9. Juni 1841                                   |
| Pedro de Sousa Holstein (Duque de Palmela)                            |                                 | 7. Februar 1842 – 8. Februar 1842       | 13. Kabinett (António Bernardo da Costa Cabral)                                                                                     | vierte Amtszeit, abgebrochen durch die Machtübernahme der Cartisten                 |
| Junta Provisória de Governo                                           |                                 | 8. Februar 1842 – 9. Februar 1842       | Königin Maria II. | Übergangsregierung unter António Bernardo da Costa Cabral ohne festen Außenminister |
| António José de Sousa Manuel de Meneses (Duque da Terceira)           |                                 | 9. Februar 1842 – 23. September 1842    | 14. Kabinett (António José de Sousa Manuel de Meneses)                                                                              | Übergangs-Vertretung                                                                |
| José Joaquim Gomes de Castro                                          |                                 | 23. September 1842 – 20. Mai 1846       | 14. Kabinett (António José de Sousa Manuel de Meneses)                                                                              |                                                                                     |
| João Carlos de Saldanha Oliveira e Daun (Marquês de Saldanha)         |                                 | 20. Mai 1846 – 26. Mai 1846             | 15. Kabinett (Pedro de Sousa Holstein)                                                                                              | nicht vereidigt                                                                     |
| António José de Sousa Manuel de Meneses (Duque da Terceira)           |                                 | 20. Mai 1846 – 26. Mai 1846             | 15. Kabinett (Pedro de Sousa Holstein)                                                                                              | zweite Übergangs-Vertretung                                                         |
| Francisco de Almeida Portugal (Conde do Lavradio)                     |                                 | 26. Mai 1846 – 6. Oktober 1846          | 15. Kabinett (Pedro de Sousa Holstein)                                                                                              |                                                                                     |
| Luís António de Abreu e Lima                                          |                                 | 6. Oktober 1846 – 4. November 1846      | 16. Kabinett (João Carlos de Saldanha Oliveira e Daun)                                                                              | nicht vereidigt                                                                     |
| João Carlos de Saldanha Oliveira e Daun (Marquês de Saldanha)         |                                 | 6. Oktober 1846 – 4. November 1846      | 16. Kabinett (João Carlos de Saldanha Oliveira e Daun)                                                                              | Übergangs-Vertretung                                                                |
| Manuel de Portugal e Castro                                           |                                 | 4. November 1846 – 28. April 1847       | 16. Kabinett (João Carlos de Saldanha Oliveira e Daun)                                                                              | Übergangs-Vertretung                                                                |
| Ildefonso Leopoldo Bayard                                             |                                 | 28. April 1847 – 22. August 1847        | 16. Kabinett (João Carlos de Saldanha Oliveira e Daun)                                                                              |                                                                                     |
| Joaquim António Velez Barreiros                                       |                                 | 22. August 1847 – 18. Dezember 1847     | 16. Kabinett (João Carlos de Saldanha Oliveira e Daun)                                                                              |                                                                                     |
| João Carlos de Saldanha Oliveira e Daun (Duque de Saldanha)           |                                 | 18. Dezember 1847 – 29. März 1848       | 17. Kabinett (João Carlos de Saldanha Oliveira e Daun)                                                                              | zweite Amtszeit                                                                     |
| José Joaquim Gomes de Castro                                          |                                 | 29. März 1848 – 3. Mai 1849             | 17. Kabinett (João Carlos de Saldanha Oliveira e Daun)                                                                              | zweite Amztszeit                                                                    |
| João Carlos de Saldanha Oliveira e Daun (Duque de Saldanha)           |                                 | 3. Mai 1849 – 1. Juni 1849              | 17. Kabinett (João Carlos de Saldanha Oliveira e Daun)                                                                              | Übergangs-Vertretung                                                                |
| José Joaquim Gomes de Castro                                          |                                 | 1. Juni 1849 – 18. Juni 1849            | 17. Kabinett (João Carlos de Saldanha Oliveira e Daun)                                                                              | Fortsetzung zweite Amtszeit                                                         |
| João Gualberto de Oliveira                                            |                                 | 18. Juni 1849 – 1. Mai 1851             | 18. / 19. Kabinett (António Bernardo da Costa Cabral / António José de Sousa Manuel de Meneses)                                     |                                                                                     |
| Joaquim António Velez Barreiros                                       |                                 | 1. Mai 1851 – 22. Mai 1851              | 20. Kabinett (João Carlos de Saldanha Oliveira e Daun)                                                                              | zweite Amtszeit                                                                     |
| António Aloísio Jervis de Atouguia                                    |                                 | 22. Mai 1851 – 4. März 1852             | 21. Kabinett (João Carlos de Saldanha Oliveira e Daun)                                                                              |                                                                                     |
| João Baptista da Silva Leitão de Almeida                              |                                 | 4. März 1852 – 17. August 1852          | 21. Kabinett (João Carlos de Saldanha Oliveira e Daun)                                                                              |                                                                                     |
| António Aloísio Jervis de Atouguia                                    |                                 | 17. August 1852 – 6. Juni 1856          | 21. Kabinett (João Carlos de Saldanha Oliveira e Daun)                                                                              | zweite Amtszeit ab 15. März 1853, vorher Übergangs-Vertretung                       |
| Nuno José Severo de Mendoça Rolim de Moura Barreto (Marquês de Loulé) |                                 | 6. Juni 1856 – 16. März 1859            | 22. Kabinett (Nuno José Severo de Mendoça Rolim de Moura Barreto)                                                                   | dritte Amtszeit                                                                     |
| António José de Sousa Manuel de Meneses (Duque da Terceira)           |                                 | 16. März 1859 – 24. April 1860          | 23. Kabinett (Joaquim António de Aguiar)                                                                                            | dritte Amtszeit                                                                     |
| José Maria do Casal Ribeiro                                           |                                 | 24. April 1860 – 4. Juli 1860           | 23. / 24. Kabinett (Joaquim António de Aguiar / dreiköpfiger Ministerrat: Fontes Pereira de Melo, Martens Ferrão und António Serpa) | bis 1. Mai Übergangs-Vertretung                                                     |
| António José de Ávila (Conde de Ávila)                                |                                 | 4. Juli 1860 – 21. Februar 1862         | 25. Kabinett (Nuno José Severo de Mendoça Rolim de Moura Barreto)                                                                   |                                                                                     |
| Nuno José Severo de Mendoça Rolim de Moura Barreto (Marquês de Loulé) |                                 | 21. Februar 1862 – 12. September 1862   | 25. Kabinett (Nuno José Severo de Mendoça Rolim de Moura Barreto)                                                                   | vierte Amtszeit                                                                     |
| Bernardo de Sá Nogueira de Figueiredo (Visconde de Sá da Bandeira)    |                                 | 12. September 1862 – 6. Oktober 1862    | 25. Kabinett (Nuno José Severo de Mendoça Rolim de Moura Barreto)                                                                   | Übergangs-Vertretung                                                                |
| Nuno José Severo de Mendoça Rolim de Moura Barreto (Marquês de Loulé) |                                 | 6. Oktober 1862 – 17. April 1865        | 25. Kabinett (Nuno José Severo de Mendoça Rolim de Moura Barreto)                                                                   | Fortsetzung vierte Amtszeit                                                         |
| António José de Ávila (Conde de Ávila)                                |                                 | 17. April 1865 – 4. September 1865      | 26. Kabinett (Sá da Bandeira) | zweite Amtszeit                                                                     |
| José Joaquim Gomes de Castro                                          |                                 | 4. September 1865 – 9. Mai 1866         | 27. Kabinett (Joaquim António de Aguiar)                                                                                            | dritte Amtszeit                                                                     |
| José Maria do Casal Ribeiro                                           |                                 | 9. Mai 1866 – 14. Dezember 1866         | 27. Kabinett (Joaquim António de Aguiar)                                                                                            | zweite Amtszeit                                                                     |
| João de Andrade Corvo                                                 |                                 | 14. Dezember 1866 – 24. Dezember 1866   | 27. Kabinett (Joaquim António de Aguiar)                                                                                            | Übergangs-Vertretung                                                                |
| José Maria do Casal Ribeiro                                           |                                 | 24. Dezember 1866 – 19. Juli 1867       | 27. Kabinett (Joaquim António de Aguiar)                                                                                            | Fortsetzung zweite Amtszeit                                                         |
| João de Andrade Corvo                                                 |                                 | 19. Juli 1867 – 20. August 1867         | 27. Kabinett (Joaquim António de Aguiar)                                                                                            | Übergangs-Vertretung                                                                |
| José Maria do Casal Ribeiro                                           |                                 | 20. August 1867 – 4. Januar 1868        | 27. Kabinett (Joaquim António de Aguiar)                                                                                            | Fortsetzung zweite Amtszeit                                                         |
| António José de Ávila (Conde de Ávila)                                |                                 | 4. Januar 1868 – 22. Juli 1868          | 28. Kabinett (António José de Ávila)                                                                                                | dritte Amtszeit                                                                     |
| Carlos Bento da Silva                                                 |                                 | 22. Juli 1868 – 18. November 1868       | 29. Kabinett (Sá da Bandeira) | Übergangs-Vertretung                                                                |
| Bernardo de Sá Nogueira de Figueiredo (Visconde de Sá da Bandeira)    |                                 | 18. November 1868 – 9. Dezember 1868    | 29. Kabinett (Sá da Bandeira) | Übergangs-Vertretung                                                                |
| Carlos Bento da Silva                                                 |                                 | 9. Dezember 1868 – 17. Dezember 1868    | 29. Kabinett (Sá da Bandeira) | Fortsetzung Übergangs-Vertretung                                                    |
| Bernardo de Sá Nogueira de Figueiredo (Visconde de Sá da Bandeira)    |                                 | 17. Dezember 1868 – 11. August 1869     | 29. Kabinett (Sá da Bandeira) | Übergangs-Vertretung                                                                |
| José da Silva Mendes Leal                                             |                                 | 11. August 1869 – 14. September 1869    | 30. Kabinett (Nuno José Severo de Mendoça Rolim de Moura Barreto)                                                                   |                                                                                     |
| Nuno José Severo de Mendoça Rolim de Moura Barreto (Duque de Loulé)   |                                 | 14. September 1869 – 28. Oktober 1869   | 30. Kabinett (Nuno José Severo de Mendoça Rolim de Moura Barreto)                                                                   | Übergangs-Vertretung                                                                |
| José da Silva Mendes Leal                                             |                                 | 28. Oktober 1869 – 20. Mai 1870         | 30. Kabinett (Nuno José Severo de Mendoça Rolim de Moura Barreto)                                                                   | Fortsetzung                                                                         |
| João Carlos de Saldanha Oliveira e Daun (Duque de Saldanha)           |                                 | 20. Mai 1870 – 29. August 1870          | 31. Kabinett (João Carlos de Saldanha Oliveira e Daun)                                                                              | Übergangs-Vertretung                                                                |
| António José de Ávila (Marquês de Ávila e Bolama)                     |                                 | 29. August 1870 – 12. September 1870    | 32. Kabinett (Sá da Bandeira) | Übergangs-Vertretung                                                                |
| Carlos Bento da Silva                                                 |                                 | 12. September 1870 – 29. Oktober 1870   | 32. Kabinett (Sá da Bandeira) | Übergangs-Vertretung                                                                |
| António José de Ávila (Marquês de Ávila e Bolama)                     |                                 | 29. Oktober 1870 – 13. September 1871   | 33. Kabinett (António José de Ávila)                                                                                                | fünfte Amtszeit ab 9. Januar 1871, vorher Übergangs-Vertretung                      |
| João de Andrade Corvo                                                 |                                 | 13. September 1871 – 5. März 1877       | 34. Kabinett (Fontes Pereira de Melo)                                                                                               | zweite Amtszeit                                                                     |
| António José de Ávila (Marquês de Ávila e Bolama)                     |                                 | 5. März 1877 – 29. Januar 1878          | 35. Kabinett (António José de Ávila)                                                                                                | Übergangs-Vertretung                                                                |
| João de Andrade Corvo                                                 |                                 | 29. Januar 1878 – 1. Juni 1879          | 36. Kabinett (Fontes Pereira de Melo)                                                                                               | Fortsetzung zweite Amtszeit                                                         |
| Anselmo José Braamcamp                                                |                                 | 1. Juni 1879 – 25. März 1881            | 37. Kabinett (Anselmo José Braamcamp)                                                                                               |                                                                                     |
| António Rodrigues Sampaio                                             |                                 | 25. März 1881 – 5. April 1881           | 38. Kabinett (António Rodrigues Sampaio)                                                                                            | Übergangs-Vertretung                                                                |
| Miguel José Martins Dantas                                            |                                 | 5. April 1881 – 29. April 1881          | 38. Kabinett (António Rodrigues Sampaio)                                                                                            | Übergangs-Vertretung                                                                |
| Ernesto Rodolfo Hintze Ribeiro                                        |                                 | 29. April 1881 – 24. Dezember 1881      | 38. / 39 Kabinett (António Rodrigues Sampaio / Fontes Pereira de Melo)                                                              | Übergangs-Vertretung                                                                |
| António de Serpa Pimentel                                             |                                 | 24. Dezember 1881 – 21. Mai 1883        | 39. Kabinett (Fontes Pereira de Melo)                                                                                               |                                                                                     |
| Ernesto Rodolfo Hintze Ribeiro                                        |                                 | 21. Mai 1883 – 31. Mai 1883             | 39. Kabinett (Fontes Pereira de Melo)                                                                                               | Übergangs-Vertretung                                                                |
| António de Serpa Pimentel                                             |                                 | 31. Mai 1883 – 1. September 1883        | 39. Kabinett (Fontes Pereira de Melo)                                                                                               | Fortsetzung erste Amtszeit                                                          |
| Ernesto Rodolfo Hintze Ribeiro                                        |                                 | 1. September 1883 – 25. September 1883  | 39. Kabinett (Fontes Pereira de Melo)                                                                                               | Übergangs-Vertretung                                                                |
| António de Serpa Pimentel                                             |                                 | 25. September 1883 – 24. Oktober 1883   | 39. Kabinett (Fontes Pereira de Melo)                                                                                               | Fortsetzung erste Amtszeit                                                          |
| José Vicente Barbosa du Bocage                                        |                                 | 24. Oktober 1883 – 20. Februar 1886     | 40. Kabinett (Fontes Pereira de Melo)                                                                                               |                                                                                     |
| Henrique de Barros Gomes                                              |                                 | 20. Februar 1886 – 14. Januar 1890      | 41. Kabinett (José Luciano de Castro)                                                                                               |                                                                                     |
| Ernesto Rodolfo Hintze Ribeiro                                        |                                 | 14. Januar 1890 – 13. Oktober 1890      | 42. Kabinett (António Serpa) | zweite Amtszeit                                                                     |
| José Vicente Barbosa du Bocage                                        |                                 | 13. Oktober 1890 – 21. Mai 1891         | 43. Kabinett (João Crisóstomo) | zweite Amtszeit                                                                     |
| Joaquim Tomás Lobo de Ávila (Conde de Valbom)                         |                                 | 21. Mai 1891 – 17. Januar 1892          | 44. Kabinett (João Crisóstomo) |                                                                                     |
| António Costa Lobo                                                    |                                 | 17. Januar 1892 – 27. Mai 1892          | 45. Kabinett (José Dias Ferreira)                                                                                                   |                                                                                     |
| António Frutuoso Aires de Gouveia Osório                              |                                 | 27. Mai 1892 – 6. Juli 1892             | 46. Kabinett (José Dias Ferreira)                                                                                                   |                                                                                     |
| Francisco Joaquim Ferreira do Amaral                                  |                                 | 6. Juli 1892 – 23. Juli 1892            | 46. Kabinett (José Dias Ferreira)                                                                                                   | Übergangs-Vertretung                                                                |
| António Frutuoso Aires de Gouveia Osório                              |                                 | 23. Juli 1892 – 9. November 1892        | 46. Kabinett (José Dias Ferreira)                                                                                                   | Fortsetzung erste Amtszeit                                                          |
| Francisco Joaquim Ferreira do Amaral                                  |                                 | 9. November 1892 – 18. November 1892    | 46. Kabinett (José Dias Ferreira)                                                                                                   | Übergangs-Vertretung                                                                |
| António Frutuoso Aires de Gouveia Osório                              |                                 | 18. November 1892 – 23. Dezember 1892   | 46. Kabinett (José Dias Ferreira)                                                                                                   | Fortsetzung erste Amtszeit                                                          |
| Francisco Joaquim Ferreira do Amaral                                  |                                 | 23. Dezember 1892 – 22. Februar 1893    | 46. Kabinett (José Dias Ferreira)                                                                                                   | Übergangs-Vertretung                                                                |
| Ernesto Rodolfo Hintze Ribeiro                                        |                                 | 22. Februar 1893 – 20. Dezember 1893    | 47. Kabinett (Ernesto Hintze Ribeiro)                                                                                               | dritte Amtszeit                                                                     |
| Frederico de Gusmão Correia Arouca                                    |                                 | 20. Dezember 1893 – 14. März 1894       | 47. Kabinett (Ernesto Hintze Ribeiro)                                                                                               |                                                                                     |
| Ernesto Rodolfo Hintze Ribeiro                                        |                                 | 14. März 1894 – 1. September 1894       | 47. Kabinett (Ernesto Hintze Ribeiro)                                                                                               | Übergangs-Vertretung                                                                |
| Carlos Lobo de Ávila                                                  |                                 | 1. September 1894 – 9. September 1895   | 47. Kabinett (Ernesto Hintze Ribeiro)                                                                                               | nach Tod de Ávilas am 9. September vakant bis 10. September                         |
| Ernesto Rodolfo Hintze Ribeiro                                        |                                 | 10. September 1895 – 20. September 1895 | 47. Kabinett (Ernesto Hintze Ribeiro)                                                                                               | Übergangs-Vertretung                                                                |
| Luís Pinto de Soveral (Marquês de Soveral)                            |                                 | 20. September 1895 – 7. Februar 1897    | 47. Kabinett (Ernesto Hintze Ribeiro)                                                                                               |                                                                                     |
| Henrique de Barros Gomes                                              |                                 | 7. Februar 1897 – 10. März 1897         | 48. Kabinett (José Luciano de Castro)                                                                                               | Übergangs-Vertretung                                                                |
| Matias de Carvalho e Vasconcelos                                      |                                 | 10. März 1897 – 8. November 1897        | 48. Kabinett (José Luciano de Castro)                                                                                               |                                                                                     |
| Henrique de Barros Gomes                                              |                                 | 8. November 1897 – 30. April 1898       | 48. Kabinett (José Luciano de Castro)                                                                                               | zweite Amtszeit                                                                     |
| Francisco António da Veiga Beirão                                     |                                 | 30. April 1898 – 25. Juni 1900          | 49. und 48. Kabinett (José Luciano de Castro)                                                                                       | bis 18. August 1898 Übergangs-Vertretung                                            |
| João Marcelino Arroio                                                 |                                 | 25. Juni 1900 – 1. Juni 1901            | 50. Kabinett (Ernesto Hintze Ribeiro)                                                                                               |                                                                                     |
| Fernando Matoso dos Santos                                            |                                 | 1. Juni 1901 – 28. Februar 1903         | 50. Kabinett (Ernesto Hintze Ribeiro)                                                                                               | Übergangs-Vertretung                                                                |
| Venceslaus de Sousa Pereira de Lima                                   |                                 | 28. Februar 1903 – 20. Oktober 1904     | 51. Kabinett (Ernesto Hintze Ribeiro)                                                                                               |                                                                                     |
| António Eduardo Vilaça                                                |                                 | 20. Oktober 1904 – 20. März 1906        | Karl I. | 52. / 53. Kabinett (beide José Luciano de Castro)                                   |
| Venceslaus de Sousa Pereira de Lima                                   |                                 | 20. März 1906 – 19. Mai 1906            | 54. Kabinett (Ernesto Hintze Ribeiro)                                                                                               | zweite Amtszeit                                                                     |
| Luís de Magalhães                                                     |                                 | 19. Mai 1906 – 2. Mai 1907              | 55. Kabinett (João Franco) |                                                                                     |
| Luciano Afonso da Silva Monteiro Aillaud                              |                                 | 2. Mai 1907 – 4. Februar 1908           | 55. Kabinett (João Franco) |                                                                                     |
| Venceslaus de Sousa Pereira de Lima                                   |                                 | 4. Februar 1908 – 11. April 1909        | 56. / 57. Kabinett (Ferreira do Amaral / Artur de Campos Henriques)                                                                 | dritte Amtszeit                                                                     |
| João de Alarcão                                                       |                                 | 11. April 1909 – 14. Mai 1909           | 58. Kabinett (Sebastião Teles) |                                                                                     |
| Carlos Roma du Bocage                                                 |                                 | 14. Mai 1909 – 22. Dezember 1909        | 59. Kabinett (Venceslaus de Lima)                                                                                                   |                                                                                     |
| António Eduardo Vilaça                                                |                                 | 22. Dezember 1909 – 26. Juni 1910       | 59. Kabinett (Venceslaus de Lima)                                                                                                   | zweite Amtszeit                                                                     |
| José de Azevedo Castelo Branco                                        |                                 | 26. Juni 1910 – 5. Oktober 1910         | 59. Kabinett (Venceslaus de Lima)                                                                                                   |                                                                                     |

## 1910 bis 1926
| Name                                      | Bild                         | Amtszeit                              | Regierung                                                                               | Anmerkung |  |
| Flagge der Republik Portugal              | Flagge der Republik Portugal | Flagge der Republik Portugal          | Flagge der Republik Portugal                                                            | Flagge der Republik Portugal                                                                                       |  |
| ----------------------------------------- | ---------------------------- | ------------------------------------- | --------------------------------------------------------------------------------------- | --- |  |
| Bernardino Machado                        |                              | 5. Oktober 1910 – 3. September 1911   | Governo Provisório (provisorische Regierung), 1. Kabinett                               | |  |
| João Pinheiro Chagas                      |                              | 4. September 1911 – 12. Oktober 1911  | 2. Kabinett (João Pinheiro Chagas)                                                      | Übergangs-Vertretung                                                                                               |  |
| Augusto de Vasconcelos                    |                              | 12. Oktober 1911 – 23. Oktober 1912   | 2. / 3. / 4. Kabinett (João Pinheiro Chagas / Augusto de Vasconcelos / Duarte Leite)    | |  |
| António Vicente Ferreira                  |                              | 23. Oktober 1912 – 6. November 1912   | 4. Kabinett (Duarte Leite)                                                              | Übergangs-Vertretung                                                                                               |  |
| Augusto de Vasconcelos                    |                              | 6. November 1912 – 9. Januar 1913     | 4. Kabinett (Duarte Leite)                                                              | Fortsetzung erste Amtszeit                                                                                         |  |
| António Macieira                          |                              | 9. Januar 1913 – 11. Oktober 1913     | 5. Kabinett (Afonso Costa)                                                              | |  |
| Afonso Costa                              |                              | 11. Oktober 1913 – 6. November 1913   | 5. Kabinett (Afonso Costa)                                                              | Übergangs-Vertretung                                                                                               |  |
| António Macieira                          |                              | 6. November 1913 – 9. Februar 1914    | 5. Kabinett (Afonso Costa)                                                              | Fortsetzung erste Amtszeit                                                                                         |  |
| Bernardino Machado                        |                              | 9. Februar 1914 – 23. Mai 1914        | 6. Kabinett (Bernardino Machado)                                                        | Übergangs-Vertretung                                                                                               |  |
| Alfredo Augusto Freire de Andrade         |                              | 23. Mai 1914 – 12. Dezember 1914      | 6. / 7. Kabinett (beide Bernardino Machado)                                             | |  |
| Augusto Luís Vieira Soares                |                              | 12. Dezember 1914 – 25. Januar 1915   | 8. Kabinett (Victor Hugo de Azevedo Coutinho)                                           | |  |
| Joaquim Pimenta de Castro                 |                              | 25. Januar 1915 – 4. Februar 1915     | 9. Kabinett (Joaquim Pimenta de Castro)                                                 | Übergangs-Vertretung                                                                                               |  |
| José Jerónimo Rodrigues Monteiro          |                              | 4. Februar 1915 – 10. März 1915       | 9. Kabinett (Joaquim Pimenta de Castro)                                                 | |  |
| Teófilo da Trindade                       |                              | 10. März 1915 – 29. April 1915        | 9. Kabinett (Joaquim Pimenta de Castro)                                                 | |  |
| José Xavier de Brito                      |                              | 29. April 1915 – 12. Mai 1915         | 9. Kabinett (Joaquim Pimenta de Castro)                                                 | Übergangs-Vertretung                                                                                               |  |
| Teófilo da Trindade                       |                              | 12. Mai 1915 – 14. Mai 1915           | 9. Kabinett (Joaquim Pimenta de Castro)                                                 | Fortsetzung erste Amtszeit                                                                                         |  |
| Junta Constitucional                      |                              | 14. Mai 1915 – 15. Mai 1915           |                                                                                         | Verfassungsjunta ohne festen Außenminister                                                                         |  |
| Augusto Alves da Veiga                    |                              | 15. Mai 1915 – 17. Mai 1915           | 10. Kabinett (João Chagas, de facto José de Castro)                                     | nicht vereidigt |  |
| Francisco Teixeira de Queirós             |                              | 17. Mai 1915 – 19. Juni 1915          | 10. Kabinett (João Chagas, de facto José de Castro)                                     | |  |
| Augusto Luís Vieira Soares                |                              | 19. Juni 1915 – 26. Oktober 1915      | 11. Kabinett (José de Castro)                                                           | zweite Amtszeit |  |
| José Norton de Matos                      |                              | 26. Oktober 1915 – 29. November 1915  | 11. Kabinett (José de Castro)                                                           | Übergangs-Vertretung                                                                                               |  |
| Augusto Luís Vieira Soares                |                              | 29. November 1915 – 12. Juni 1916     | 12. / 13. Kabinett (José de Castro / António José de Almeida)                           | Fortsetzung zweite Amtszeit                                                                                        |  |
| José Norton de Matos                      |                              | 12. Juni 1916 – unbekannt             | 13. Kabinett (António José de Almeida)                                                  | Übergangs-Vertretung                                                                                               |  |
| Augusto Luís Vieira Soares                |                              | unbekannt – 7. Oktober 1917           | 13. / 14. Kabinett (António José de Almeida / Afonso Costa)                             | Fortsetzung zweite Amtszeit                                                                                        |  |
| Alexandre Braga                           |                              | 7. Oktober 1917 – 25. Oktober 1917    | 14. Kabinett (Afonso Costa)                                                             | Übergangs-Vertretung                                                                                               |  |
| Augusto Luís Vieira Soares                |                              | 25. Oktober 1917 – 19. November 1917  | 14. Kabinett (Afonso Costa)                                                             | Fortsetzung zweite Amtszeit                                                                                        |  |
| Ernesto de Vilhena                        |                              | 19. November 1917 – 8. Dezember 1917  | 14. Kabinett (Afonso Costa)                                                             | Übergangs-Vertretung                                                                                               |  |
| Junta Revolucionária                      |                              | 8. Dezember 1917 – 11. Dezember 1917  |                                                                                         | Revolutionsjunta unter Sidónio Pais nach dem Staatsstreich ab dem 5. Dezember 1917, noch ohne festen Außenminister |  |
| Sidónio Pais                              |                              | 11. Dezember 1917 – 9. Mai 1918       | 15. Kabinett (Sidónio Pais)                                                             | |  |
| Francisco Xavier Esteves                  |                              | 9. Mai 1918 – 15. Mai 1918            | 15. Kabinett (Sidónio Pais)                                                             | Übergangs-Vertretung                                                                                               |  |
| Joaquim do Espírito Santo Lima            |                              | 15. Mai 1918 – 8. Oktober 1918        | 16. Kabinett (Sidónio Pais)                                                             | |  |
| António Egas Moniz                        |                              | 8. Oktober 1918 – 4. Dezember 1918    | 16. Kabinett (Sidónio Pais)                                                             | |  |
| João do Canto e Castro                    |                              | 4. Dezember 1918 – 15. Dezember 1918  | 16. Kabinett (Sidónio Pais)                                                             | Übergangs-Vertretung                                                                                               |  |
| António Egas Moniz                        |                              | 15. Dezember 1918 – 23. Dezember 1918 | 16. Kabinett (Sidónio Pais)                                                             | Fortsetzung erste Amtszeit                                                                                         |  |
| João Alberto de Azevedo Neves             |                              | 23. Dezember 1918 – 27. Januar 1919   | 17. / 18. Kabinett (beide João Tamagnini Barbosa)                                       | Übergangs-Vertretung                                                                                               |  |
| Francisco Couceiro da Costa               |                              | 27. Januar 1919 – 30. März 1919       | 19. Kabinett (José Relvas)                                                              | Übergangs-Vertretung                                                                                               |  |
| Rodolfo Xavier da Silva                   |                              | 30. März 1919 – 29. Juni 1919         | 20. Kabinett (Domingos Leite Pereira)                                                   | |  |
| Alfredo de Sá Cardoso                     |                              | 29. Juni 1919 – 12. Juli 1919         | 21. Kabinett (Alfredo de Sá Cardoso)                                                    | Übergangs-Vertretung                                                                                               |  |
| João de Melo Barreto                      |                              | 12. Juli 1919 – 15. Januar 1920       | 21. Kabinett (Alfredo de Sá Cardoso)                                                    | |  |
| Francisco Fernandes Costa                 |                              | 15. Januar 1920 – 15. Januar 1920     | 22. Kabinett (Francisco Fernandes Costa)                                                | Übergangs-Vertretung, nicht vereidigt                                                                              |  |
| João de Melo Barreto                      |                              | 15. Januar 1920 – 8. März 1920        | 21. / 23. Kabinett (Alfredo de Sá Cardoso / Domingos Leite Pereira)                     | Fortsetzung erste Amtszeit (wiedereingesetzt)                                                                      |  |
| Rodolfo Xavier da Silva                   |                              | 8. März 1920 – 30. April 1920         | 24. Kabinett (António Maria Baptista)                                                   | zweite Amtszeit |  |
| Vasco Borges                              |                              | 30. April 1920 – 11. Juni 1920        | 24. Kabinett (António Maria Baptista)                                                   | Übergangs-Vertretung                                                                                               |  |
| Rodolfo Xavier da Silva                   |                              | 11. Juni 1920 – 26. Juni 1920         | 24. Kabinett (António Maria Baptista)                                                   | Fortsetzung zweite Amtszeit                                                                                        |  |
| Francisco António Correia                 |                              | 26. Juni 1920 – 19. Juli 1920         | 25. Kabinett (António Maria da Silva)                                                   | |  |
| João Carlos de Melo Barreto               |                              | 19. Juli 1920 – 14. September 1920    | 26. Kabinett (António Joaquim Granjo)                                                   | zweite Amtszeit |  |
| Hélder Ribeiro                            |                              | 14. September 1920 – 14. Oktober 1920 | 26. Kabinett (António Joaquim Granjo)                                                   | Übergangs-Vertretung                                                                                               |  |
| João Carlos de Melo Barreto               |                              | 14. Oktober 1920 – 20. November 1920  | 26. Kabinett (António Granjo)                                                           | Fortsetzung zweite Amtszeit                                                                                        |  |
| Domingos Leite Pereira                    |                              | 20. November 1920 – 23. Mai 1921      | 27. / 28. / 29. Kabinett (Álvaro de Castro, Liberato Ribeiro Pinto, Bernardino Machado) | |  |
| João Carlos de Melo Barreto               |                              | 23. Mai 1921 – 8. Oktober 1921        | 30. / 31. Kabinett (Tomé de Barros Queirós / António Granjo)                            | dritte Amtszeit |  |
| António Ginestal Machado                  |                              | 8. Oktober 1921 – 19. Oktober 1921    | 31. Kabinett (António Granjo)                                                           | Übergangs-Vertretung                                                                                               |  |
| Alberto da Veiga Simões                   |                              | 19. Oktober 1921 – 16. Dezember 1921  | 32. / 33. Kabinett (Manuel Maria Coelho / Carlos Maia Pinto)                            | |  |
| Júlio Dantas                              |                              | 16. Dezember 1921 – 6. Februar 1922   | 34. Kabinett (Francisco da Cunha Leal)                                                  | |  |
| José Maria Barbosa de Magalhães           |                              | 6. Februar 1922 – 2. März 1922        | 35. Kabinett (António Maria da Silva)                                                   | |  |
| Victor Hugo de Azevedo Coutinho           |                              | 2. März 1922 – 28. März 1922          | 35. Kabinett (António Maria da Silva)                                                   | Übergangs-Vertretung                                                                                               |  |
| José Maria Barbosa de Magalhães           |                              | 28. März 1922 – 26. August 1922       | 35. Kabinett (António Maria da Silva)                                                   | Fortsetzung erste Amtszeit                                                                                         |  |
| Victor Hugo de Azevedo Coutinho           |                              | 26. August 1922 – 12. Oktober 1922    | 35. Kabinett (António Maria da Silva)                                                   | Übergangs-Vertretung                                                                                               |  |
| José Maria Barbosa de Magalhães           |                              | 12. Oktober 1922 – 30. November 1922  | 35. Kabinett (António Maria da Silva)                                                   | Fortsetzung erste Amtszeit                                                                                         |  |
| Domingos Leite Pereira                    |                              | 30. November 1922 – 15. November 1923 | 36. / 37. Kabinett (beide António Maria da Silva)                                       | zweite Amtszeit |  |
| Júlio Dantas                              |                              | 15. November 1923 – 18. Dezember 1923 | 38. Kabinett (António Ginestal Machado)                                                 | zweite Amtszeit |  |
| Domingos Leite Pereira                    |                              | 18. Dezember 1923 – 6. Juli 1924      | 39. Kabinett (Álvaro de Castro)                                                         | dritte Amtszeit |  |
| Vitorino Henriques Godinho                |                              | 6. Juli 1924 – 22. November 1924      | 40. Kabinett (Alfredo Rodrigues Gaspar)                                                 | |  |
| João de Barros                            |                              | 22. November 1924 – 15. Februar 1925  | 41. Kabinett (José Domingues dos Santos)                                                | |  |
| Joaquim Pedro Martins                     |                              | 15. Februar 1925 – 1. Juli 1925       | 42. Kabinett (Vitorino Guimarães)                                                       | |  |
| Albano Portugal Durão                     |                              | 1. Juli 1925 – 2. Juli 1925           | 43. Kabinett (António Maria da Silva)                                                   | nicht vereidigt |  |
| António Joaquim Machado do Lago Cerqueira |                              | 2. Juli 1925 – 1. August 1925         | 43. Kabinett (António Maria da Silva)                                                   | Übergangs-Vertretung                                                                                               |  |
| Vasco Borges                              |                              | 1. August 1925 – 29. Mai 1926         | 44. / 45. Kabinett (Domingos Leite Pereira / António Maria da Silva)                    | erste reguläre Amtszeit                                                                                            |  |

## 1926 bis 1974
| Name                                        | Bild                         | Amtszeit                               | Regierung | Anmerkung                             |  |
| Flagge der Republik Portugal                | Flagge der Republik Portugal | Flagge der Republik Portugal           | Flagge der Republik Portugal | Flagge der Republik Portugal          |  |
| ------------------------------------------- | ---------------------------- | -------------------------------------- | --- | ------------------------------------- |  |
| Junta de Salvação Pública                   |                              | 29. Mai 1926 – 30. Mai 1926            | Übergangsregierung nach der Revolution vom 28. Mai 1926 ohne festen Außenminister                                                                       | Militärjunta unter Cabeçadas          |  |
| José Mendes Cabeçadas                       |                              | 30. Mai 1926 –1. Juni 1926             | 1. Diktatur-Regierung unter Cabeçadas | Übergangs-Vertretung, nicht vereidigt |  |
| Armando da Gama Ochoa                       |                              | 1. Juni 1926 – 3. Juni 1926            | 1. Diktatur-Regierung unter Cabeçadas | nicht vereidigt                       |  |
| António Óscar de Fragoso Carmona            |                              | 3. Juni 1926 – 6. Juli 1926            | 1. / 2. Diktatur-Regierung (Cabeçadas / Gomes da Costa)                                                                                                 |                                       |  |
| Martinho Nobre de Melo                      |                              | 6. Juli 1926 – 9. Juli 1926            | 2. Diktatur-Regierung (unter Gomes da Costa) |                                       |  |
| António Maria de Bettencourt Rodrigues      |                              | 9. Juli 1926 – 4. September 1926       | 3. Diktatur-Regierung (zweite Regierung Gomes da Costa)                                                                                                 |                                       |  |
| António Óscar de Fragoso Carmona            |                              | 4. September 1926 – 24. September 1926 | 3. Diktatur-Regierung (zweite Regierung Gomes da Costa)                                                                                                 |                                       |  |
| António Maria de Bettencourt Rodrigues      |                              | 24. September 1926 – 18. April 1928    | 3. Diktatur-Regierung (zweite Regierung Gomes da Costa)                                                                                                 | Fortsetzung erste Amtszeit            |  |
| António Maria de Bettencourt Rodrigues      |                              | 18. April 1928 – 13. Oktober 1928      | 4. Diktatur-Regierung (erste Regierung José Vicente de Freitas)                                                                                         | Fortsetzung erste Amtszeit            |  |
| José Vicente de Freitas                     |                              | 13. Oktober 1928 – 15. Oktober 1928    | 4. Diktatur-Regierung (erste Regierung José Vicente de Freitas)                                                                                         | Übergangs-Vertretung                  |  |
| António Maria de Bettencourt Rodrigues      |                              | 15. Oktober 1928 – 10. November 1928   | 4. Diktatur-Regierung (erste Regierung José Vicente de Freitas)                                                                                         | Fortsetzung erste Amtszeit            |  |
| Aníbal de Mesquita Guimarães                |                              | 10. November 1928 – 19. Dezember 1928  | 5. Diktatur-Regierung (zweite Regierung José Vicente de Freitas)                                                                                        | Übergangs-Vertretung                  |  |
| Manuel Carlos Quintão Meireles              |                              | 19. Dezember 1928 – 6. Mai 1929        | 5. Diktatur-Regierung (zweite Regierung José Vicente de Freitas)                                                                                        |                                       |  |
| Aníbal de Mesquita Guimarães                |                              | 6. Mai 1929 – 28. Mai 1929             | 5. Diktatur-Regierung (zweite Regierung José Vicente de Freitas)                                                                                        | Übergangs-Vertretung                  |  |
| Manuel Carlos Quintão Meireles              |                              | 28. Mai 1929 – 8. Juli 1929            | 5. Diktatur-Regierung (zweite Regierung José Vicente de Freitas)                                                                                        | Fortsetzung erste Amtszeit            |  |
| Artur Ivens Ferraz                          |                              | 8. Juli 1929 – 27. Juli 1929           | 6. Diktatur-Regierung (erste Regierung Artur Ivens Ferraz)                                                                                              | Übergangs-Vertretung                  |  |
| Henrique Trindade Coelho                    |                              | 27. Juli 1929 – 16. August 1929        | 6. Diktatur-Regierung (erste Regierung Artur Ivens Ferraz)                                                                                              |                                       |  |
| Artur Ivens Ferraz                          |                              | 16. August 1929 – 11. September 1929   | 6. Diktatur-Regierung (erste Regierung Artur Ivens Ferraz)                                                                                              | Übergangs-Vertretung                  |  |
| Jaime da Fonseca Monteiro                   |                              | 11. September 1929 – 16. Oktober 1929  | 6. Diktatur-Regierung (erste Regierung Artur Ivens Ferraz)                                                                                              |                                       |  |
| Luís Magalhães Correia                      |                              | 16. Oktober 1929 – 26. Oktober 1929    | 6. Diktatur-Regierung (erste Regierung Artur Ivens Ferraz)                                                                                              | Übergangs-Vertretung                  |  |
| Jaime da Fonseca Monteiro                   |                              | 26. Oktober 1929 – 21. Januar 1930     | 6. Diktatur-Regierung (erste Regierung Artur Ivens Ferraz)                                                                                              | Fortsetzung erste Amtszeit            |  |
| Fernando Augusto Branco                     |                              | 21. Januar 1930 – 9. September 1930    | 7. Diktatur-Regierung (Domingos da Costa Oliveira) |                                       |  |
| Luís Magalhães Correia                      |                              | 9. September 1930 – 4. Oktober 1930    | 7. Diktatur-Regierung (Domingos da Costa Oliveira) | Übergangs-Vertretung                  |  |
| Fernando Augusto Branco                     |                              | 4. Oktober 1930 – 19. Mai 1931         | 7. Diktatur-Regierung (Domingos da Costa Oliveira) | Fortsetzung erste Amtszeit            |  |
| Luís Magalhães Correia                      |                              | 19. Mai 1931 – 15. Juni 1931           | 7. Diktatur-Regierung (Domingos da Costa Oliveira) | Übergangs-Vertretung                  |  |
| Fernando Augusto Branco                     |                              | 15. Juni 1931 – 22. Januar 1932        | 7. Diktatur-Regierung (Domingos da Costa Oliveira) | Fortsetzung erste Amtszeit            |  |
| Luís Magalhães Correia                      |                              | 22. Januar 1932 – 22. März 1932        | 7. Diktatur-Regierung (Domingos da Costa Oliveira) | Übergangs-Vertretung                  |  |
| Fernando Augusto Branco                     |                              | 22. März 1932 – 11. Juni 1932          | 7. Diktatur-Regierung (Domingos da Costa Oliveira) | Fortsetzung erste Amtszeit            |  |
| Luís Magalhães Correia                      |                              | 11. Juni 1932 – 5. Juli 1932           | 7. Diktatur-Regierung (Domingos da Costa Oliveira) | Übergangs-Vertretung                  |  |
| Aníbal de Mesquita Guimarães                |                              | 5. Juli 1932 – 28. Juli 1932           | 8. Diktatur-Regierung (erste Regierung Salazar) | Übergangs-Vertretung                  |  |
| César de Sousa Mendes do Amaral e Abranches |                              | 28. Juli 1932 – 11. April 1933         | 8. Diktatur-Regierung (erste Regierung Salazar) |                                       |  |
| José Caeiro da Mata                         |                              | 11. April 1933 – 7. Juni 1933          | 1. Estado Novo-Regierung (zweite Regierung Salazar) |                                       |  |
| Aníbal de Mesquita Guimarães                |                              | 7. Juni 1933 – 14. Juli 1933           | 1. Estado Novo-Regierung (zweite Regierung Salazar) | Übergangs-Vertretung                  |  |
| José Caeiro da Mata                         |                              | 14. Juli 1933 – 20. Februar 1934       | 1. Estado Novo-Regierung (zweite Regierung Salazar) | Fortsetzung erste Amtszeit            |  |
| Aníbal de Mesquita Guimarães                |                              | 20. Februar 1934 – 8. März 1934        | 1. Estado Novo-Regierung (zweite Regierung Salazar) | Übergangs-Vertretung                  |  |
| José Caeiro da Mata                         |                              | 8. März 1934 – 5. September 1934       | 1. Estado Novo-Regierung (zweite Regierung Salazar) | Fortsetzung erste Amtszeit            |  |
| Aníbal de Mesquita Guimarães                |                              | 5. September 1934 – 4. Oktober 1934    | 1. Estado Novo-Regierung (zweite Regierung Salazar) | Übergangs-Vertretung                  |  |
| José Caeiro da Mata                         |                              | 4. Oktober 1934 – 27. März 1935        | 1. Estado Novo-Regierung (zweite Regierung Salazar) | Fortsetzung erste Amtszeit            |  |
| Aníbal de Mesquita Guimarães                |                              | 27. März 1935 – 11. Mai 1935           | 1. Estado Novo-Regierung (zweite Regierung Salazar) | Übergangs-Vertretung                  |  |
| Armindo Rodrigues de Sttau Monteiro         |                              | 11. Mai 1935 – 24. November 1936       | 1. / 2. Estado Novo-Regierung (zweite / dritte Regierung Salazar)                                                                                       |                                       |  |
| António de Oliveira Salazar                 |                              | 6. November 1936 – 4. Februar 1947     | 2. Estado Novo-Regierung (dritte Regierung Salazar), ab 6. November 1936 Übergangs-Vertretung, ab 24. November 1936 dauerhafter Übergangs-Außenminister |                                       |  |
| José Caeiro da Mata                         |                              | 4. Februar 1947 – 2. August 1950       | 2. Estado Novo-Regierung (dritte Regierung Salazar) | zweite Amtszeit                       |  |
| Paulo Cunha                                 |                              | 2. August 1950 – 26. Dezember 1956     | 2. Estado Novo-Regierung (dritte Regierung Salazar) |                                       |  |
| Marcelo Caetano                             |                              | 26. Dezember 1956 – 11. Februar 1957   | 2. Estado Novo-Regierung (dritte Regierung Salazar) | Übergangs-Vertretung                  |  |
| Paulo Cunha                                 |                              | 11. Februar 1957 – 29. Mai 1957        | 2. Estado Novo-Regierung (dritte Regierung Salazar) | Fortsetzung erste Amtszeit            |  |
| Marcelo Caetano                             |                              | 29. Mai 1957 – 27. Juni 1957           | 2. Estado Novo-Regierung (dritte Regierung Salazar) | Übergangs-Vertretung                  |  |
| Paulo Cunha                                 |                              | 27. Juni 1957 – 14. August 1958        | 2. Estado Novo-Regierung (dritte Regierung Salazar) | Fortsetzung erste Amtszeit            |  |
| Marcello Mathias                            |                              | 14. August 1958 – 4. Maio 1961         | 2. Estado Novo-Regierung (dritte Regierung Salazar) |                                       |  |
| Alberto Franco Nogueira                     |                              | 4. Maio 1961 – 6. Oktober 1969         | 2. / 3. Estado Novo-Regierung (dritte Regierung Salazar / Regierung Marcelo Caetano)                                                                    |                                       |  |
| Marcello Caetano                            |                              | 6. Oktober 1969 – 15. Januar 1970      | 3. Estado Novo-Regierung (Regierung Marcelo Caetano) |                                       |  |
| Rui Patrício                                |                              | 15. Januar 1970 – 25. April 1974       | 3. Estado Novo-Regierung (Regierung Marcelo Caetano) |                                       |  |

## Seit 1974
| Name                         | Bild                         | Amtszeit                             | Regierung                                           | Anmerkung                                                              |
| Flagge der Republik Portugal | Flagge der Republik Portugal | Flagge der Republik Portugal         | Flagge der Republik Portugal                        | Flagge der Republik Portugal                                           |
| ---------------------------- | ---------------------------- | ------------------------------------ | --------------------------------------------------- | ---------------------------------------------------------------------- |
| Junta de Salvação Nacional   |                              | 25. April 1974 – 16. Mai 1974        |                                                     | Übergangsregierung nach der Nelkenrevolution ohne festen Außenminister |
| Mário Soares                 |                              | 15. Mai 1974 – 26. März 1975         | I. bis III. Provisorische Regierung                 |                                                                        |
| Ernesto Melo Antunes         |                              | 26. März 1975 – 8. August 1975       | IV. Provisorische Regierung                         |                                                                        |
| Mário Ruivo                  |                              | 8. August 1975 – 19. September 1975  | V. Provisorische Regierung                          |                                                                        |
| Ernesto Melo Antunes         |                              | 19. September 1975 – 23. Juli 1976   | VI. Provisorische Regierung                         | Zweite Amtszeit                                                        |
| José Medeiros Ferreira       |                              | 23. Juli 1976 – 12. Oktober 1977     | Kabinett Soares I                                   |                                                                        |
| Mário Soares                 |                              | 12. Oktober 1977 – 30. Januar 1978   | Kabinett Soares I                                   | Zweite Amtszeit                                                        |
| Vítor de Sá Machado          |                              | 30. Januar 1978 – 29. August 1978    | Kabinett Soares II                                  |                                                                        |
| Carlos Corrêa Gago           |                              | 29. August 1978 – 22. November 1978  | Kabinett Nobre da Costa                             |                                                                        |
| João de Freitas Cruz         |                              | 22. November 1978 – 3. Januar 1980   | Kabinett Mota Pinto, Kabinett Lourdes Pintasilgo    |                                                                        |
| Diogo Freitas do Amaral      |                              | 3. Januar 1980 – 9. Januar 1981      | Kabinett Sá Carneiro (PM Francisco Sá Carneiro)     |                                                                        |
| André Gonçalves Pereira      |                              | 9. Januar 1981 – 9. Juni 1982        | Kabinett Pinto Balsemão II                          |                                                                        |
| Vasco Futscher Pereira       |                              | 9. Juni 1982 – 9. Juni 1983          | Kabinett Pinto Balsemão II                          |                                                                        |
| Jaime Gama                   |                              | 9. Juni 1983 – 6. November 1985      | Kabinett Soares III                                 |                                                                        |
| Pedro Pires de Miranda       |                              | 6. November 1985 – 17. August 1987   | Kabinett Cavaco Silva I                             |                                                                        |
| João de Deus Pinheiro        |                              | 17. August 1987 – 12. November 1992  | Kabinett Cavaco Silva II, Kabinett Cavaco Silva III |                                                                        |
| José Manuel Barroso          |                              | 12. November 1992 – 28. Oktober 1995 | Kabinett Cavaco Silva III                           |                                                                        |
| Jaime Gama                   |                              | 28. Oktober 1995 – 6. April 2002     | Kabinett Guterres I, Kabinett Guterres II           | Zweite Amtszeit                                                        |
| António Martins da Cruz      |                              | 6. April 2002 – 9. Oktober 2003      | Kabinett Durão Barroso                              |                                                                        |
| Teresa Gouveia               |                              | 9. Oktober 2003 – 17. Juli 2004      | Kabinett Durão Barroso                              |                                                                        |
| António Monteiro             |                              | 17. Juli 2004 – 12. März 2005        | Kabinett Santana Lopes                              |                                                                        |
| Diogo Freitas do Amaral      |                              | 12. März 2005 – 3. Juli 2006         | Kabinett Sócrates I                                 |                                                                        |
| Luís Filipe Marques Amado    |                              | 3. Juli 2006 – 21. Juni 2011         | Kabinett Sócrates I, Kabinett Sócrates II           |                                                                        |
| Paulo Portas                 |                              | 21. Juni 2011 – 24. Juli 2013        | Kabinett Passos Coelho                              |                                                                        |
| Rui Machete                  |                              | 24. Juli 2013 – 26. November 2015    | Kabinett Passos Coelho                              |                                                                        |
| Augusto Santos Silva         |                              | 26. November 2015 – 30. März 2022    | Kabinett Costa I, Kabinett Costa II                 |                                                                        |
| João Gomes Cravinho          |                              | 30. März 2022 – 2. April 2024        | Kabinett Costa III                                  |                                                                        |
| Paulo Rangel                 |                              | seit dem 2. April 2024               | Kabinett Montenegro I, Kabinett Montenegro II       |                                                                        |